# María Crespo Garrido
María Crespo Garrido (Madrid, 31 de agosto de 1970) es profesora titular de Hacienda pública de la Universidad de Alcalá.

## Biografía
Fue diputada autonómica en las Cortes de Castilla-La Mancha con el Partido Popular en la legislatura 2007-2011, portavoz de Bienestar Social, por la provincia de Guadalajara.
Ha sido directora general de TROA librerías (2014-2020); y desde 2023 es la directora de AlmuzaraUniversidad.

## Algunas obras
- (con Fernanda Moretón Sanz) Conciliación de trabajo y familia: las claves del éxito. Eficiencia empresarial e implicación masculina (Madrid, Colex, 2010).[8]
- La protección fiscal de la familia en una sociedad envejecida: equidad y eficiencia en la gestión del gasto público desde la perspectiva comparada (Valladolid, Lex Nova, 2014).[1]